# La brutta copia
La brutta copia è un film direct to video del 2013 ideato e diretto da Massimo Ceccherini, con la collaborazione di Giovanni Veronesi.

## Trama
Il film si compone di tre episodi, due dei quali vedono come protagonista lo stesso Massimo Ceccherini.
Il primo episodio narra di uno strano ragazzo senese, di nome Fernando Petriccioli, disoccupato e dedito all'alcool, noto in paese per aver vinto 44 miliardi di lire alla lotteria. Una sera, mentre già ebbro beve da solo un gin tonic in un locale, viene notato da una ragazza afrocubana, Jeruhmi, commessa in un negozio di vestiti, e tra i due nasce una storia. La ragazza cercherà di migliorare Fernando, "sgrezzandone" in modi e migliorando il suo eloquio e il suo vestiario; addirittura, pur di compiacerla, l'uomo si tinge i capelli di biondo e si sottopone a una rinoplastica. I due vengono invitati a una festa esclusiva nella magione di una contessa, ma durante il party Jeruhmi si rende conto di quanto sia ipocrita e marcio quel mondo all'apparenza così ovattato ed elegante.
Nel secondo episodio tre pazienti di una casa di cura per malati psichici - Leandro Fandechi (convinto che tutti ridano di lui), Paolo Vandini (che dopo aver percorso contromano un'autostrada ha la fobia di tutto ciò che gli viene incontro) e Fabio Lombardelli (che ha strozzato 18 vecchiette) - si convincono, dopo aver visto un signore al telegiornale asserire d'aver avvistato un disco volante, che Silvio Berlusconi sia un extraterrestre dotato di poteri magici. I tre intraprendono quindi un rocambolesco viaggio per incontrare il Cavaliere e, ripetendo "a pappagallo" le frasi inserite da Berlusconi nei suoi manifesti elettorali, ottengono i soldi necessari per arrivare a Milano; una volta giunti a Villa San Martino, scavalcano le recinzioni ed entrano in contatto con Berlusconi, che conferma di essere un alieno e, per premiarli della loro intuizione, li nomina direttori delle sue tre reti Mediaset.
Il terzo episodio ha come protagonista Aldo Pellegrini, imitatore e fan di Adriano Celentano, ossessionato dall'idea di incontrare il suo idolo. Dopo varie peripezie, viene invitato nella trasmissione televisiva Generazione X, condotta da Ambra, ma sbaglia il tempo dell'ingresso in scena e si esibisce in una pessima performance. Demoralizzato, accetta di partecipare a un piccolo spettacolo a teatro ma durante lo show ha un infarto e viene portato all'ospedale; le sue condizioni sono gravissime e la moglie Francesca, nel tentativo di fargli un ultimo regalo, invia un telegramma a Celentano chiedendogli di andarlo a trovare. Il giorno dopo, il "Molleggiato" si reca in ospedale ma Aldo, purtroppo, è già morto.
Nell'ultimo scena Massimo Ceccherini, seduto dietro a un banco scolastico e vestito da marinaio,  rompe il muro della quarta parete e si rivolge direttamente agli spettatori affermando che gli extraterrestri non esistono, ma che certi terrestri sono anche peggio: subito dopo la telecamera indugia su un manifesto elettorale di Berlusconi.

## Distribuzione
Il film, prodotto da Cecchi Gori nel 2002, non è mai stato distribuito nelle sale cinematografiche a causa del fallimento del produttore. Secondo il blogger Enrico Tamburini, tra i motivi della mancata distribuzione ci sarebbe anche la volontà da parte di Vittorio Cecchi Gori di non urtare Silvio Berlusconi, bersaglio della satira politica del secondo episodio, poiché il Cavaliere era l'unico che poteva aiutarlo in quel momento di difficoltà. Massimo Ceccherini ha rivelato che, dopo la produzione, Cecchi Gori si era offerto di finanziare un primo segmento alternativo, in modo da non dover usare quello in cui veniva preso in giro Berlusconi, il quale si era offerto di salvare la casa di produzione dal fallimento. Ceccherini rifiutò e chiese piuttosto che il film non venisse distribuito.
La brutta copia è stato distribuito in DVD il 3 dicembre 2013, edito da CG Entertainment. Nel DVD è compresa un'intervista a Massimo Ceccherini. In seguito il film è stato reso disponibile su Mediaset Infinity.